# Wojciech Kamiński (pianista)
Wojciech Kamiński (ur. 31 października 1946 w Warszawie) – polski pianista, organista, kompozytor i aranżer.

## Życiorys
Grę na pianinie rozpoczął jako trzylatek, w wieku lat pięciu - uczył się już w szkole muzycznej.
Oficjalnie zadebiutował w roku 1962 jako muzyk grupy Ragtime Jazz Band. Dwa lata później wystąpił z tym zespołem na Studenckim Festiwalu Jazzowym Jazz nad Odrą we Wrocławiu, na którym otrzymał wyróżnienie zespołowe i indywidualne. Był też związany wówczas z Teatrem Piosenki warszawskiego Klubu Stodoła, początkowo jako kierownik muzyczny, a później jako jazzman.
W latach 1964–1965 działał w zespole Warszawscy Stompersi, a później wraz z Henrykiem Majewskim i Jerzym Kowalskim utworzył grupę Old Timers, w którym działał do 1968 roku. Następnie przez 10 lat przebywał na kontraktach zagranicznych. Podczas odwiedzin w ojczyźnie współpracował z wieloma różnymi zespołami wykonującymi jazz tradycyjny (Big Band „Stodoła”, Hagaw, Gold Washboard, Sami Swoi). W roku 1978 ze swoim własnym zespołem występował na warszawskim festiwalu Old Jazz Meeting. W latach 1979–1981 był pianistą i organistą zespołu Swing Workshop, który utworzył z Januszem Zabieglińskim. Udzielał się też jako pedagog w warsztatach muzycznych organizowanych w Chodzieży i Bolesławcu. Zrealizował też recitale telewizyjne Ragtime'y Scotta Joplina oraz Muzyczny świat W. Kamińskiego, a także nagrania dla archiwum Polskiego Radia. Oprócz występów w kraju ma na swoim koncie liczne koncerty za granicą (Finlandia, NRD, RFN, Szwecja). W roku 1982 rozpoczął karierę solową. Współpracował także z wieloma piosenkarzami, nie tylko jazzowymi (Danuta Błażejczyk, Irena Jarocka, Danuta Rinn, Maryla Rodowicz, Andrzej Rosiewicz, z zespołem Aleksandra Bema), a także z Operetką Warszawską, Filharmonią Narodową w Warszawie oraz Estradą Warszawską.

## Dyskografia
- 1978: Warsztat nr 1 (LP, Poljazz Z-SX-0683, składanka)
- 1979: Warsztat nr 2: Kamiński, Majewski (LP, Poljazz PSJ-81)
- 1982: Wojciech Kamiński: Open piano (LP, Muza SX-2402)